# Richard Leising
Richard Leising (* 24. März 1934 in Chemnitz; † 20. Mai 1997 in Berlin) war ein deutscher Lyriker, der der Sächsischen Dichterschule zugeordnet wird. 
Leising wurde 1934 als Sohn eines Handwerkers geboren und studierte zunächst in Weimar und Leipzig Theaterwissenschaft. Ein erstes Engagement als Dramaturg erhielt er nach Beendigung seines Studiums am Stadttheater in Crimmitschau. Diese und weitere Anstellungen, beispielsweise als Lektor im Henschel Verlag, verlor er aufgrund seines politischen bzw. gesellschaftlichen Engagements. In der Folge arbeitete Leising lange Jahre freiberuflich als TV-Dramaturg und Theaterkritiker. Am Ost-Berliner Theater der Freundschaft war Leising von 1973 bis Anfang 1990 als Dramaturg tätig. 
Zu Lebzeiten Leisings wurden weniger als 50 Gedichte veröffentlicht. Seinem 1975 erschienenen Debüt in der Reihe  Poesiealbum folgte erst 1990 eine zweite Einzelpublikation mit dem Titel Gebrochen deutsch. Für Gebrochen deutsch wurde Leising 1992 als erster Preisträger mit dem Christian-Wagner-Preis ausgezeichnet.
Leising starb am 20. Mai 1997 nach langer Krankheit in Berlin.

## Werke
- Poesiealbum 97: Richard Leising. 1975
- Gebrochen deutsch. Gedichte. 1990, ISBN 3-7846-0146-4
- Die Rotzfahne. Gedichte und kleine Prosa. ISBN 3-7846-0168-5